# Hugh Walpole

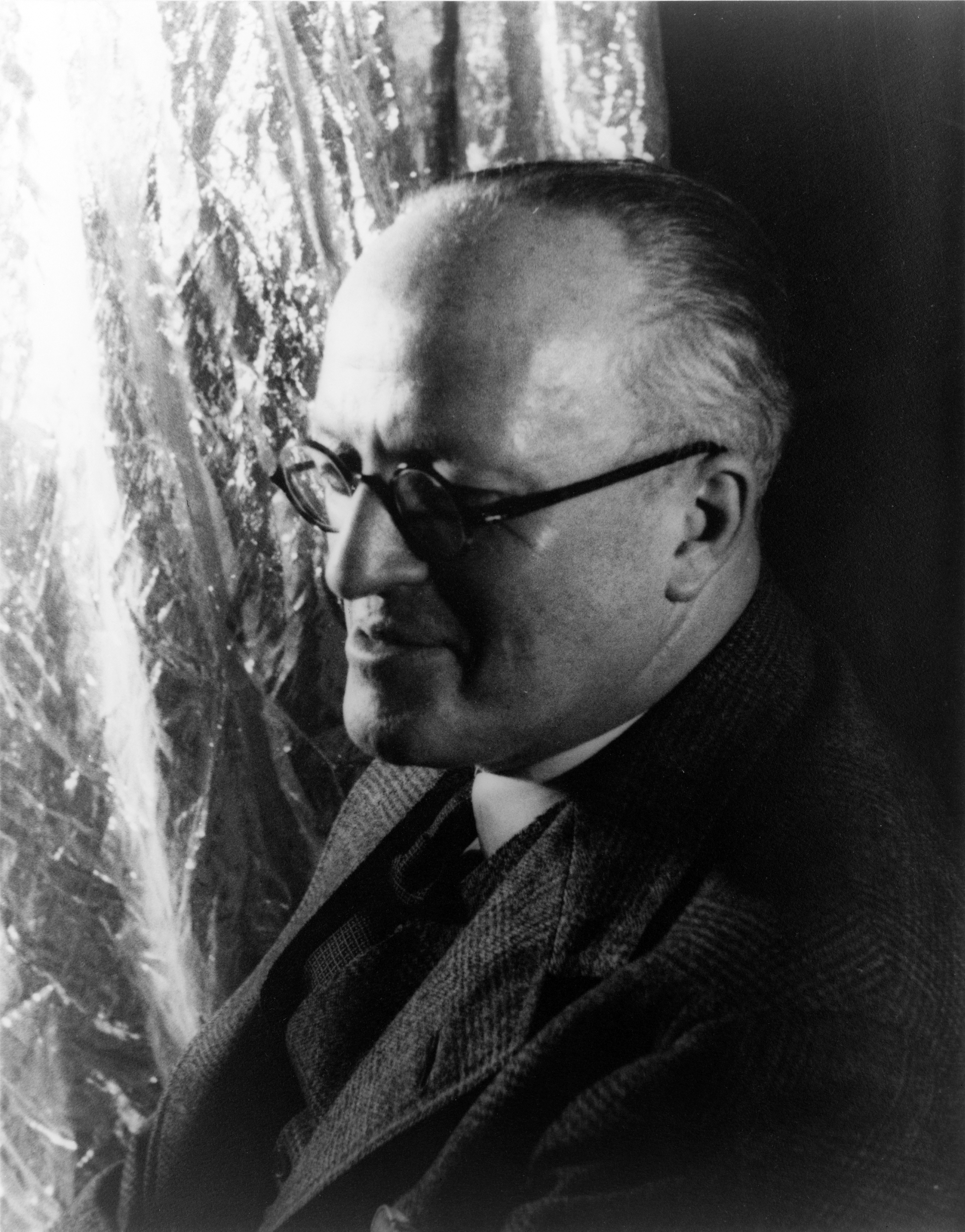
Hugh Walpole – Bild: Carl Van Vechten, 1934

Sir Hugh Seymour Walpole (* 13. März 1884 in Auckland, Neuseeland; † 1. Juni 1941 in London, England) war ein britischer Schriftsteller.

## Leben
Hugh Walpole, 1884 als Sohn eines Bischofs in Neuseeland geboren, kam im Alter von fünf Jahren nach England. Dort besuchte er die King's School (Canterbury) und das Emmanuel College (Cambridge).
1907 unterrichtete er die Kinder von Elizabeth von Armin auf dem Gut Nassenheide in Pommern. Diese hat er über einen früheren Oxford-Studienkontakt zu ihrem Ehemann, Henning von Armin, kennengelernt.
Er war als Schriftsteller sowohl produktiv als auch vielseitig. Neben den vier Bänden der Herries Chronicles, seinem wohl bekanntesten Werk, das gerne mit John Galsworthys Forsythe Saga verglichen wird, schrieb er Jugendromane (die Jeremy-Serie) und makabre Schauergeschichten (à la Edgar Allan Poe) – hier ist vor allem Portrait of a Man with Red Hair zu nennen.
Für den starbesetzten Hollywood-Spielfilm David Copperfield (1935) bereitete er die gleichnamige Romanvorlage von Charles Dickens zu einem Drehbuch auf und übernahm unter der Regie von George Cukor auch die Rolle des Vikars. Für die Literaturverfilmung Der kleine Lord schrieb er ein Jahr später ebenfalls das Drehbuch.
Zu Lebzeiten ein recht bekannter und vielgelesener Autor, geriet Walpole nach seinem Tod 1941 langsam und unverdienterweise in Vergessenheit. Er liegt bei der St John's Church in Keswick begraben.

## Werke

### Romane
1909: The Wooden Horse
1910: Marradick At Forty
1911: Mr Perrin and Mt Traill (Isabel und der Lehrer Perrin)
1912: The Prelude to Adventure
1913: Fortitude: Being a True and Faithful Account of the Education of an Adventurer (Der Reiter auf dem Löwen) – Deutsche Übersetzung von E. McCalman
1914: The Duchess of Wrexe (Die Herzogin von Wrexe)
1916: The Dark Forest (Der dunkle Wald)
1918: The Green Mirror (Der grüne Spiegel)
1919: The Secret City
1919: Jeremy (Jeremy – Roman einer Kindheit)
1920: The Captives
1921: The Young Enchanted
1922: The Cathedral
1923: Jeremy and Hamlet (Jeremy und sein Hund) – Hinweis: In der deutschen Übersetzung von Toni Harten-Hoencke, J. Engelhorns Nachf. Stuttgart, ohne Jahreszahl, wird auf dem Titelblatt das Erscheinungsjahr des englischen Originals mit 1913 angegeben.
1924: The Old Ladies (nicht übersetzt)
1925: Portrait of a Man with Red Hair (Bildnis eines rothaarigen Mannes)
1926: Harmer John (nicht übersetzt)
1927: Jeremy at Crale (Jeremy auf der Schule)
1928: Wintersmoon (nicht übersetzt)
1929: Farthing Hall (mit J. B. Priestley) (nicht übersetzt)
1929: Hans Frost (nicht übersetzt)
1931: Above the Dark Circus
1934: Captain Nicholas
1935: The Inquisitor
1936: A Prayer for my Son
1937: John Cornelius (nicht übersetzt)
1938: The Joyful Delaneys
Die glücklichen Delaneys. Übersetzung Ilse Krämer. Zürich, Büchergilde Gutenberg, 1955
1939: The Sea Tower (Der Turm am Meer)
1940: The Bright Pavilions (Die Lustgärten Gottes)
1941: The Blind Man’s House
1941: The Killer and the Slain (Der Mörder und sein Opfer)
1944: Katherine Christian (Katherine Christian)

### DieHerries Chronicles
1930: Rogue Herries (Herries, der Vagant)
1931: Judith Paris (Judith Paris)
1932: The Fortress (Die Festung)
1933: Vanessa (Vanessa)